# Leonid Afrémov
Leonid Afrémov (en bielorruso Леанід Афрэ́маў Leanid Afrémau; Vitebsk, 12 de julio de 1955 - Playa del Carmen, México, 19 de agosto de 2019) fue un pintor bielorruso con nacionalidad israelí. Durante los últimos 25 años de su vida, desarrolló su propia técnica con espátula. Sus pinturas por lo general refieren a paisajes, escenas urbanas, marinas, animales (especialmente felinos), automóviles de época y retratos vividamente coloreados.

## Biografía
Nació en Vitebsk, ciudad en la que Marc Chagall artista que, junto a Yehuda Pen se convirtió en una de sus influencias. 
En 1978 se graduó de la Escuela de Bellas Artes de Vitebsk. Trabajó en una fábrica de cerveza y licores como diseñador, y luego como escenógrafo teatral. En la década de 1980 comenzó a trabajar de forma autónoma en colegios y koljoses diseñando propaganda comunista. También realizó esculturas de Lenin en escayola, pero a causa de sus raíces judías no se le permitió pertenecer a las asociaciones de artistas locales ni participar en las exposiciones gubernamentales.
En 1990 junto a su familia se muda a Israel abandonando la ciudadanía soviética por la israelí. Se instaló en la ciudad de Ramat Gan y  comenzó a trabajar en una agencia de publicidad pintando carteles. Posteriormente obtuvo un trabajo en una tienda de marcos donde comenzó a experimentar con el uso de espátulas para crear sus pinturas. Sin embargo, se encontró casi en la misma situación que en la Unión Soviética: los inmigrantes rusos recibían salarios muy bajos y eran discriminados incluso a nivel oficial. Por ello, en los primeros años de esta década, pintaba fundamentalmente acuarelas y acrílicos.
En 1993 se mudó a Asdod, ciudad con una importante población inmigrante rusa.
En 1995 consiguió abrir su propia galería y tienda de marcos, frecuentada por inmigrantes rusos. En aquella época ya pintaba casi exclusivamente óleos a espátula. La galería fue vandalizada en varias ocasiones y en un nuevo ataque en marzo de 2001 decenas de pinturas fueron destruidas.
A causa de estos sucesos en enero de 2002 se mudó a los Estados Unidos, inicialmente a Nueva York, luego Fort Lauderdale y por último a Boca Ratón. En 2010 se mudó definitivamente a Playa del Carmen (México), donde el 19 de agosto de 2019 falleció a consecuencia de un infarto cardíaco. Sus restos descansan en el Panteón Municipal de la localidad.

## Exhibiciones
- 1977 Aniversario de los Estudiantes, Vítebsk.
- 1990 Unión de Artistas Soviéticos, Vítebsk.
- 1989 Judaica Painting poeta cantado de Francia
- 1991 Galería Amaliya Arbel, Rishon Lezion, Israel.
- 1992 Judaica Paintings, Museo de Ramat Gan.
- 1994 Judaica Paintings, Tel Aviv Museum of Art, Tel Aviv.
- 1997 Exposición de Aniversario, Museo de Asdod.
- 1994 Galería Lapid, Asdod.
- 1995 Galería Dilon, Jaffa.
- 1998 Galería de la Opera, Tel Aviv.
- 1999 Galería Ofir, Ramat Aviv, Tel Aviv.